# Sistema electoral dels Estats Units d'Amèrica

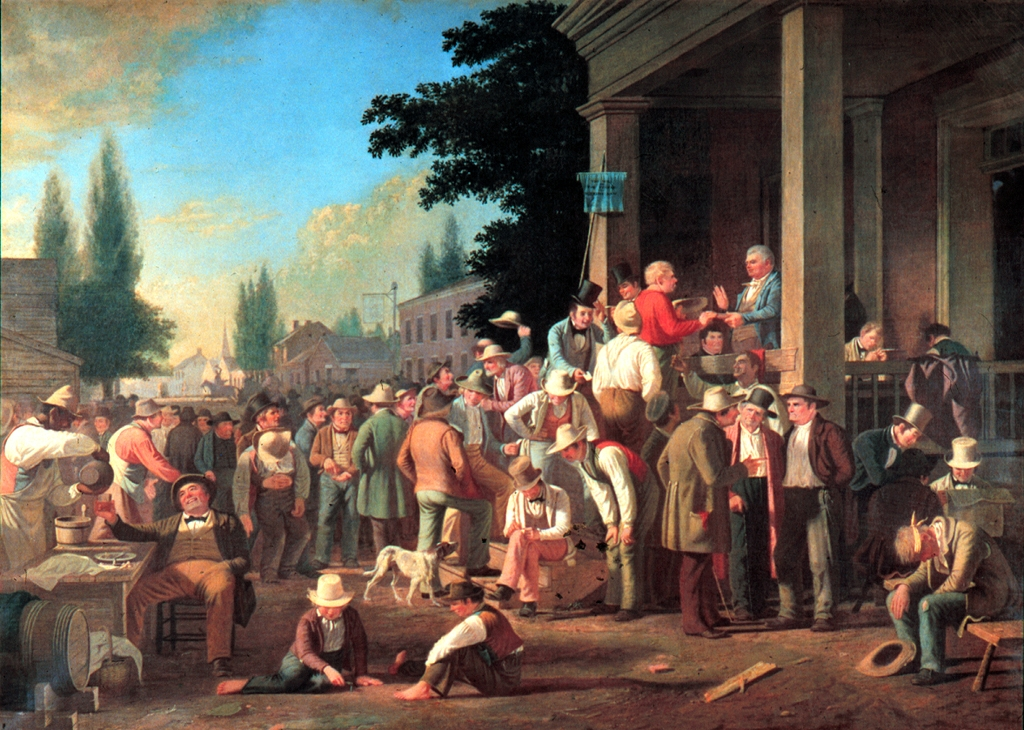
Pintura de 1846 que mostra un jutge de votació rebent el jurament d'un votant.

El sistema electoral dels Estats Units d'Amèrica consisteix en un sistema electoral presidit per un govern federal i amb governs i representants escollits democràticament a nivell nacional (federal), a nivell de cada un dels estats i a nivell d'administració local. A nivell nacional, el cap d'Estat és el president, escollit de manera indirecta mitjançant sufragi universal en un col·legi electoral. Els càrrecs polítics designats a exercir el poder legislatiu i que, per tant, conformen el Congrés i el Senat, s'elegeixen de forma directa. A nivell de cada un dels estats hi ha com a mínim un governador, així com una sèrie de càrrecs electes involucrats en les cambres legislatives. També existeixen càrrecs electes a nivell d'administració local, tant en comtats i ciutats com en càrrecs professionals, com poden ser els de xèrif o fiscal. Es calcula que en tot el país pot haver-hi prop d'un milió de càrrecs polítics electes al llarg d'un cicle electoral.
El dret federal i el propi de cada estat regulen el procediment dels diversos processos electorals. La Constitució dels Estats Units, en els seus primer i segon articles i en esmenes posteriors, defineix el marc legislatiu bàsic a partir del qual es desenvolupen els documents amb força jurídica que regulen els diferents processos electorals. Concretament, mitjançant una llei estatal, cada un dels estats desenvolupa la majoria d'aspectes de tots els processos electorals, incloent-hi les eleccions primàries, la condició d'elector (més enllà de la definició constitucional bàsica), l'elecció dels membres del col·legi electoral estatal que escull el president o la normativa de les eleccions estatals i locals. El finançament dels processos electorals ha estat sempre un tema controvertit, conseqüència de la possibilitat que fonts privades contribueixin amb quantitats substancials a les diverses candidatures, especialment en les eleccions federals.

## Votació

### Mètode

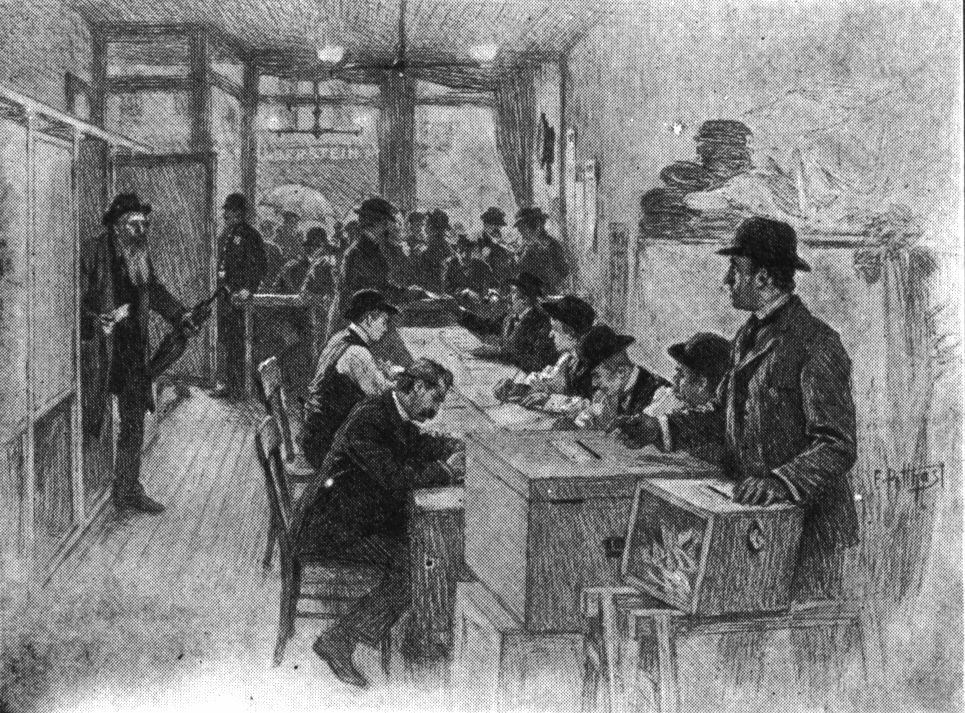
Transcurs d'una jornada electoral a la ciutat de Nova York l'any 1900

El mètode de votació, de forma genèrica, és conegut com a escrutini uninominal majoritari (o sovint, pel nom en anglès, first-past-the-post): el candidat, amb el major nombre de vots és escollit. Pel que fa al col·legi electoral presidencial, és el partit amb el nombre de vots més elevat qui assoleix el 100% dels representants designats per a aquell estat, a excepció dels estats de Maine i Nebraska, que segueixen un sistema proporcional. No hi ha cap requisit legal que marqui un percentatge mínim per obtenir representació, cosa que passa a Espanya (concepte conegut com a "barrera mínima"). El nombre de representants assignats tampoc segueix una relació estrictament proporcional al nombre total de vots, ni tampoc existeix cap requisit o llindar mínim de participació exigible per considerar el procés com a vàlid; a vegades, la participació ha arribat a ser inferior al 50%.

### Electors
Els requisits per a ser elector estan marcats en el tractat constitucional dels Estats Units que estableix el marc legal, el qual és matisat per la normativa de cada estat. La constitució manifesta que el sufragi actiu no es pot negar en termes de raça, color, sexe o edat per aquelles persones majors de divuit anys. Més enllà d'aquestes qualificacions bàsiques, és responsabilitat dels òrgans legislatius estatals regular la condició d'elector dels seus ciutadans. Alguns estats, per exemple, restringeixen el dret de sufragi a una tipologia determinada de delinqüents i per a un temps determinat, fins i tot si són convictes. Aquesta sanció pot arribar a ser permanent. Es creu que el nombre d'adults americans que actualment són considerats inelegibles per votar de forma permanent arriba a poc més de 5 milions. Alguns estats també tenen declaracions constitucionals on exclouen els boigs o els idiotes del dret de votar; tals referències es consideren generalment obsoletes i s'estan considerant per a la seva revisió o supressió.

### Registre dels votants
Tots els estats, excepte Dakota del Nord, exigeixen que els ciutadans que vulguin exercir el seu dret a vot ho expressin prèviament mitjançant un registre, tot i que un gran nombre d'estats permeten apuntar-se per votar el mateix dia de les eleccions. Tradicionalment, els votants s'apunten a les oficines estatals electorals, encara que des de la segona meitat dels 90 hi hagué un esforç per part del govern federal per intentar agilitzar el procés i intentar augmentar els índexs de participació. La National Voter Registration Act de 1993 exigeix que els governs estatals rebin finançament federal per fer més fàcil el procés de registre de votants. Els diners rebuts s'han de destinar a proporcionar fulls de registre unificats els quals s'han de poder aconseguir a les autoescoles, centres de discapacitats, escoles, biblioteques i oficines de correus. Els estats que en la seva legislació consideren la possibilitat de registrar votants el mateix dia estan exempts de l'aplicació d'aquesta la llei; aquests estats són Dakota del Nord, Idaho, Minnesota, Nou Hampshire, Wisconsin, i Wyoming.

### Votant absent

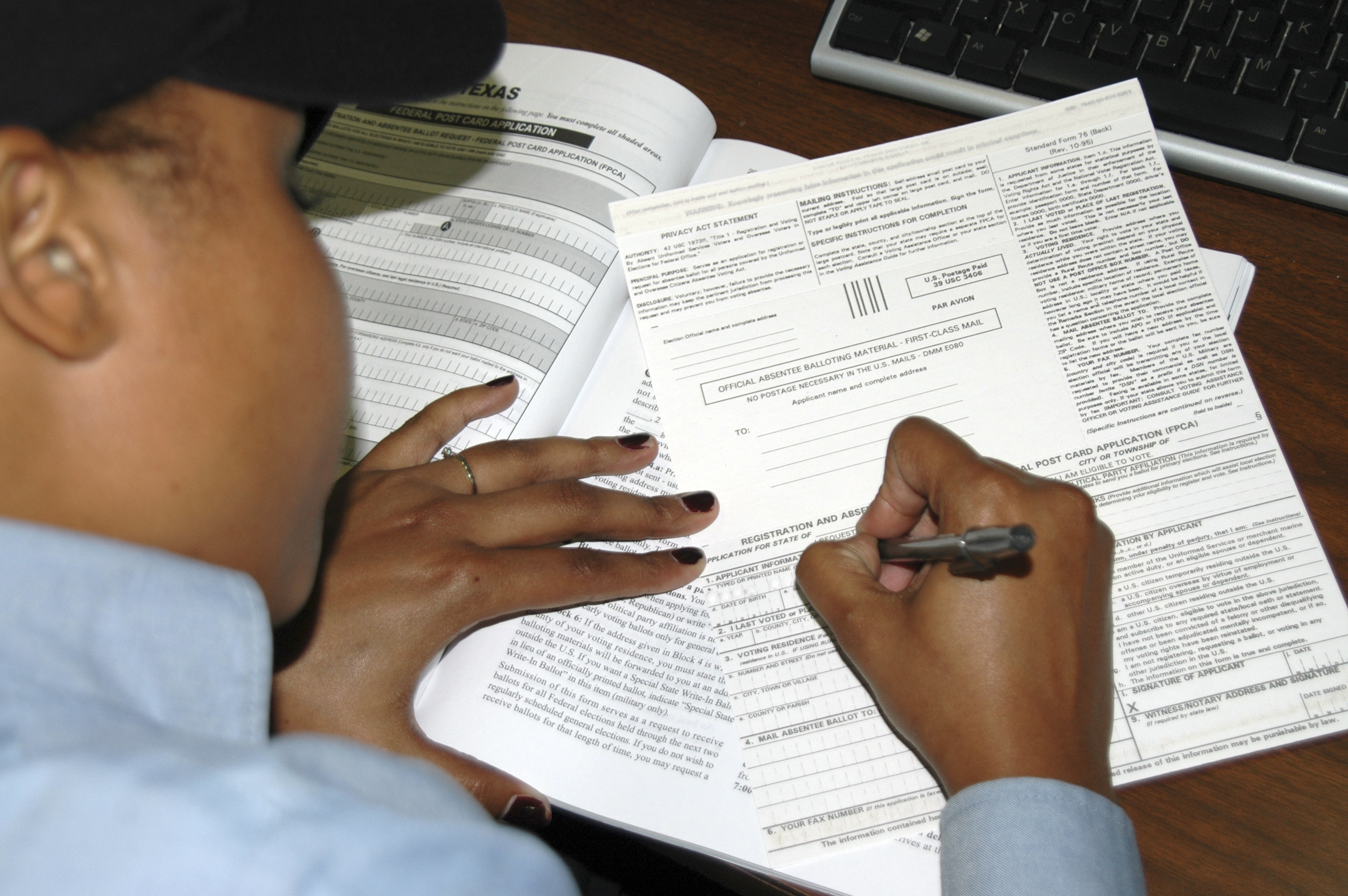
Un soldat estatunidenc prepara el seu vot mitjançant el sistema d'absentee ballot.

Aquell elector que, per algun motiu, no pot dipositar el seu vot el dia de les eleccions, té l'opció de votar mitjançant el que es coneix com a absentee ballots, similar al vot per correu en altres països com Catalunya. Els absentee ballots s'envien habitualment mitjançant el United States Postal Service al domicili de les persones que el sol·liciten. Malgrat el seu nom, en alguns estats els absentee ballots es poden presentar a votar en persona en el seu col·legi electoral. Al voltant de la meitat dels estats i tots els territoris perifèrics del país permeten el que s'anomena no excuse absentee, que fa referència a un tipus d'absentee ballot en el qual no s'exigeix la justificació d'una raó específica per a poder sol·licitar aquest tipus de votació. Altres estats, però, si que exigeixen una raó vàlida –com una malaltia o la programació d'un viatge– per tal que se'ls pugui atorgar la possibilitat de participar en el procés electoral mitjançant l'absentee ballot. Califòrnia i Washington permeten als seus ciutadans sol·licitar la condició d'absentee voters (votants absents) de forma permanent, de manera que l'administració d'ofici engega el procediment de vot per correu per a cada procés electoral sense que l'elector ho hagi de demanar.
La gran majoria d'electors que usen aquest sistema són estatunidencs que viuen a fora del país. El 1986 el Congrés va promulgar la Uniformed and Overseas Citizens Absentee Voting Act (UOCAVA) que exigia que tant els militars com els seus familiars destinats a bases o missions fora dels límits nacionals dels Estats Units fossin inscrits d'ofici com a votants absents, de manera que se'ls facilités tant la condició d'elector com la possibilitat d'exercir el dret a vot. De fet, la promulgació d'aquesta llei va convertir en uniforme a nivell nacional el que ja succeïa a molts estats, és a dir, que tots els ciutadans majors de 18 anys que resideixen fora dels Estats Units durant el període electoral siguin automàticament susceptibles d'aconseguir la condició de votants per absentee ballot. La tramesa de les paperetes es fa directament al domicili, per fax o, fins i tot, per correu electrònic.

### Vot per correu
El vot per correu és similar en molts aspectes a l'absentee ballot, amb la diferència que pel vot per correu no es necessita cap col·legi electoral obert per rebre els electors. Un fet especial es dona a l'estat d'Oregon, on cada elector ha de tenir un període superior a dues setmanes per a poder llegir la papereta i el programa electoral i les propostes dels candidats; tot això és enviat per l'administració via correu postal.

### Vot anticipat

Mapa descriptiu del vot anticipat als Estats Units.
Estats amb vot anticipat, tant en persona com per correu sense justificació
Estats amb vot anticipat en persona sense justificació
Estats amb vot anticipat tan sols per correu sense justificació
Estats sense vot anticipat

El vot anticipat és un procés formal en el qual els votants poden exercir el seu dret a vot abans del dia assenyalat en col·legis electorals preparats per a acollir-lo. El seu procediment és molt semblant a l'absentee ballot sense cap mena de justificació. El vot anticipat està permès a 31 estats sense haver de proveir cap justificació; a 3 amb justificació prèvia; a 4 estats es permet per la via del correu postal; i a la resta no es permet.

### Infraestructura electoral
Els votants exerceixen el seu dret a vot mitjançant diferents mecanismes, tot i que el més corrent sol consistir en escàners òptics preparats per a l'ocasió. La potestat per seleccionar les màquines de votació correspon a la jurisdicció local de l'estat, que inclou els comtats, ciutats i municipis. Moltes d'aquestes jurisdiccions locals van canviar els estris de votació l'any 2000 a causa de la promulgació de la llei Help America Vote Act (HAVA), que assignà fons econòmics per a la substitució dels sistemes de votació.

## Nivells d'elecció
Els Estats Units tenen un sistema electoral molt complex que proporciona l'oportunitat per a conèixer l'opinió de primera mà de la ciutadania, però també suposa un elevat cost: demanar de manera continuada el pronunciament popular a les urnes provoca que molts electors se sentin aclaparats per la complexitat del sistema i, com a conseqüència, decideixin no votar.

### Processos electorals previs a unes eleccions

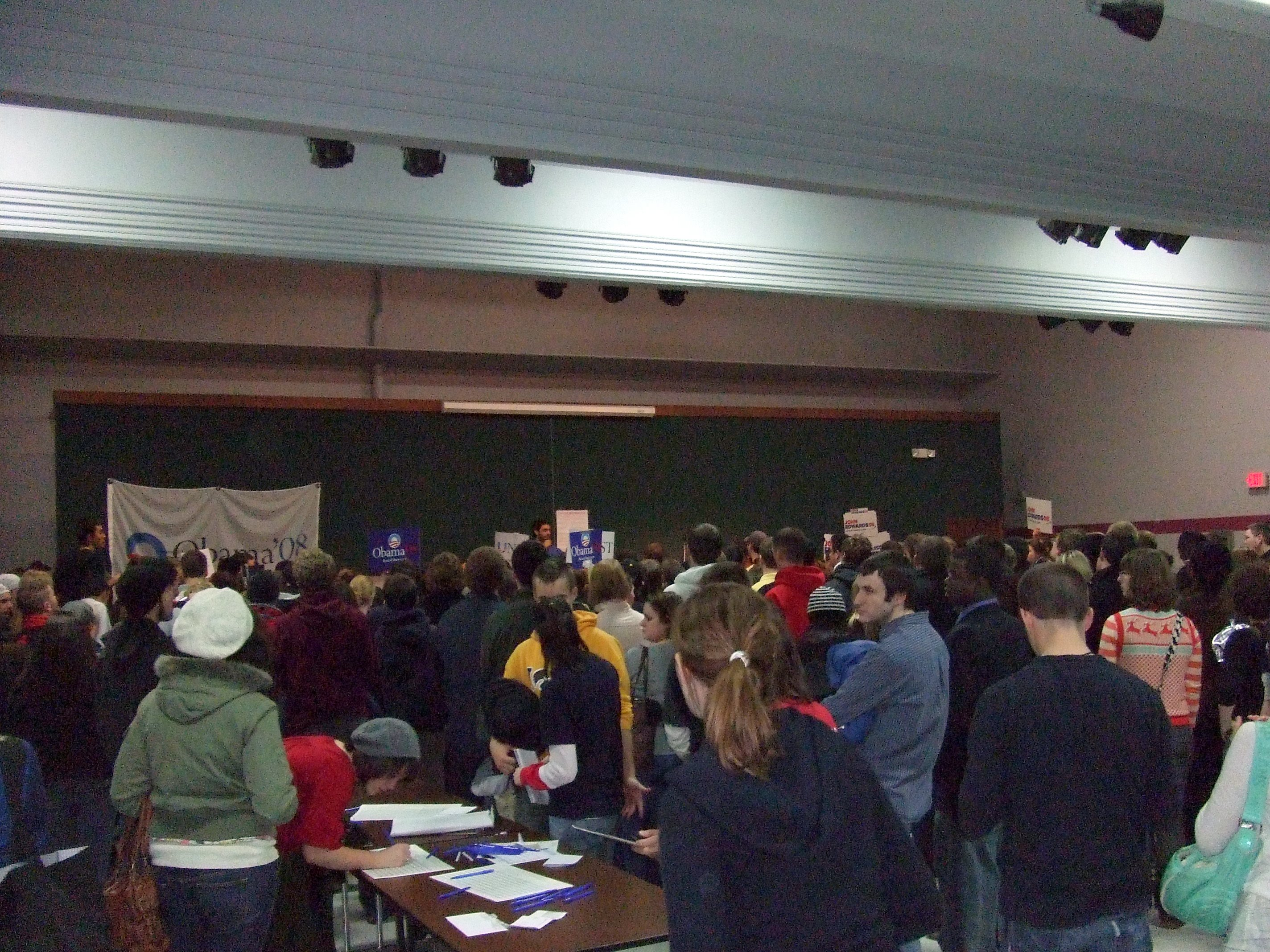
Membres del Partit Demòcrata escullen el seu candidat al caucus d'Iowa City.

A les eleccions federals els candidats no són elegits per les executives dels partits, sinó mitjançant unes eleccions primàries o un caucus.

#### Eleccions primàries
A les eleccions primàries els votants es registren en una circumscripció i en un determinat partit polític per a escollir en una posterior elecció el candidat del partit per aquell procés electoral. Hi ha diversos tipus de primàries: les primàries obertes, en les quals totes les persones registrades poden votar i escollir el candidat, i les primàries tancades, en les quals només els votants registrats independents o només els militants del partit poden escollir el candidat.
Les eleccions primàries en les quals els electors podien escollir els candidats de qualsevol partit foren anul·lades pel tribunal suprem després del cas California Democratic Party vs Jones, ja que violaven la primera esmena a la constitució. Les primàries també s'utilitzen per seleccionar els candidats a nivell estatal, com per exemple en les eleccions a governador.

#### Caucus
Els caucus també nominen candidats per a una elecció, però són molt diferents de les eleccions primàries. Els caucus són reunions que tenen lloc en recintes tancats i impliquen la discussió d'altres assumptes i qüestions que van més enllà de l'elecció pròpia del candidat. Onze estats (Dakota del Nord, Iowa, Maine, Nevada, Nou Mèxic, Hawaii, Minnesota, Kansas, Alaska, Wyoming, Colorado i Washington DC) escullen els seus candidats mitjançant aquest sistema.

#### Convencions polítiques
Per a les eleccions presidencials, cada partit organitza una convenció que sol realitzar-se a finals de l'estiu de l'any de les eleccions. En aquestes convencions, els delegats que han obtingut representació en els caucus o eleccions primàries ratifiquen les decisions preses i seleccionen de forma oficial el candidat. En el passat, aquestes convencions també eren usades pel Partit Republicà i el Demòcrata per escollir, de forma real, els candidats, però aquest paper s'ha perdut gradualment, convertint aquestes convencions en un míting polític a gran escala.

### Eleccions federals

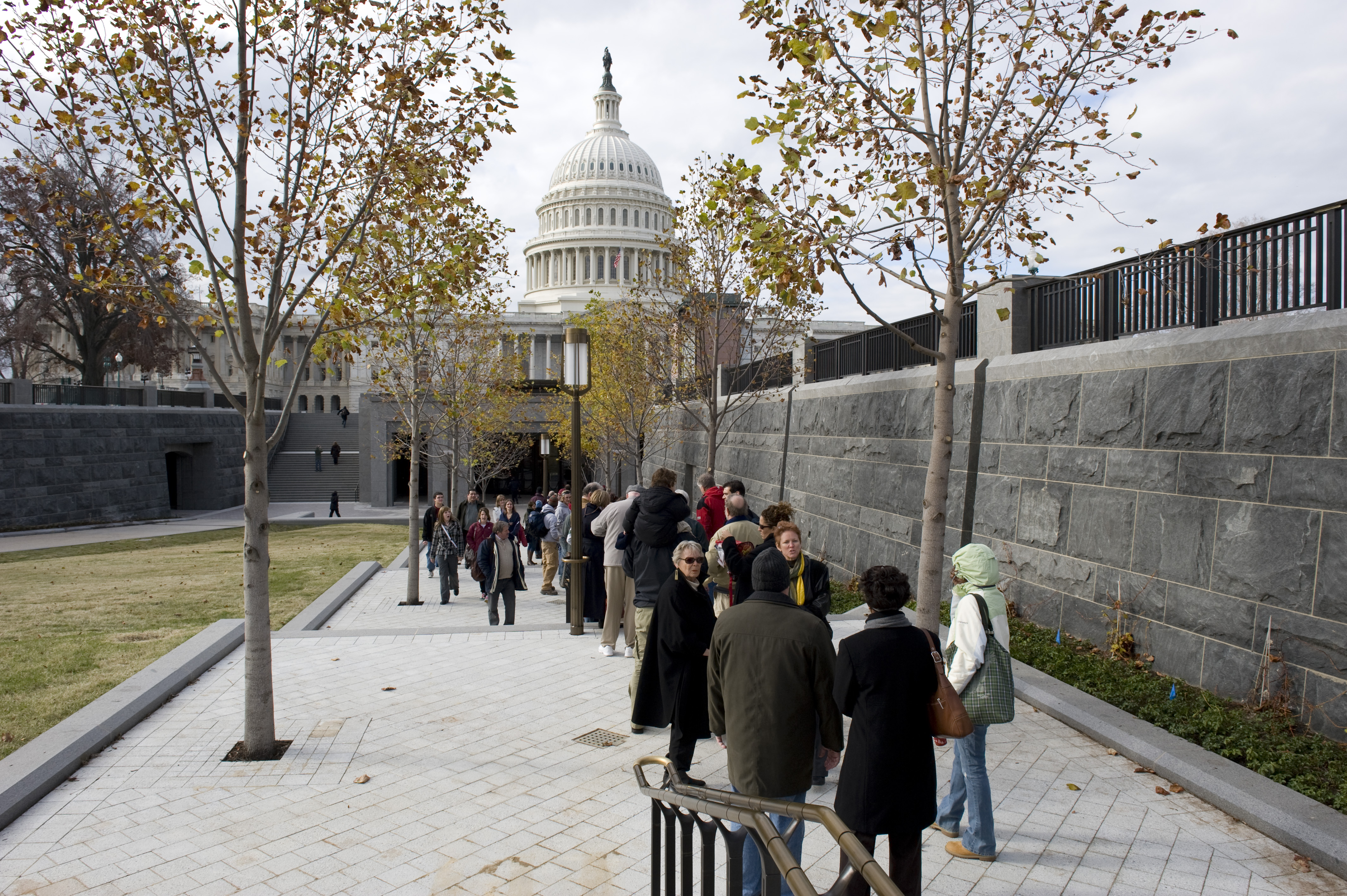
El Congrés dels Estats Units alberga el poder legislatiu del país, però no decideix els membres que ostenten el poder executiu.

Els Estats Units tenen un sistema de govern presidencial basat en el fet que el poder executiu és independent del poder legislatiu. Les persones que exerceixen aquests poders són escollides en processos electorals diferenciats, a diferència, per exemple, del que succeeix a l'estat espanyol o a Catalunya, on qui ostenta el poder executiu és escollit d'entre els membres de la cambra que ostenta el poder legislatiu. En el primer article de la Constitució dels Estats Units s'exigeix que qualsevol elecció per al càrrec de president ha de tenir lloc en un únic dia a nivell nacional, mentre que les eleccions per escollir els representants al congrés (cambra de representants i senat) es poden celebrar en temps diferits. Així doncs, el mateix dia que hi ha eleccions presidencials s'escullen els 435 membres de la cambra de representants per un mandat de dos anys. Al cap de dos anys de l'elecció del president, la mateixa cambra torna a ser escollida en el que es coneix com la midterm election. Les eleccions al senat segueixen un altre patró, ja que els mandats duren sis anys.
La constitució manifesta que els membres de la Cambra de Representants han de tenir com a mínim 25 anys, ser ciutadans dels Estats Units amb una antiguitat mínima de 7 anys i estar empadronats a l'estat que representen; els senadors han de tenir com a mínim 30 anys, ser ciutadans dels Estats Units amb una antiguitat mínima de 9 anys i estar empadronats a l'estat que representen; i, finalment, el President ha de tenir com a mínim 35 anys, haver nascut dins del territori dels Estats Units i haver estat resident del país com a mínim durant catorze anys. És responsabilitat de l'administració de cada estat federal regular els requisits per tal que un ciutadà esdevingui candidat, encara que un dels recursos habituals és requerir que l'aspirant rebi el suport d'un nombre de signatures definit legalment.

#### Eleccions presidencials

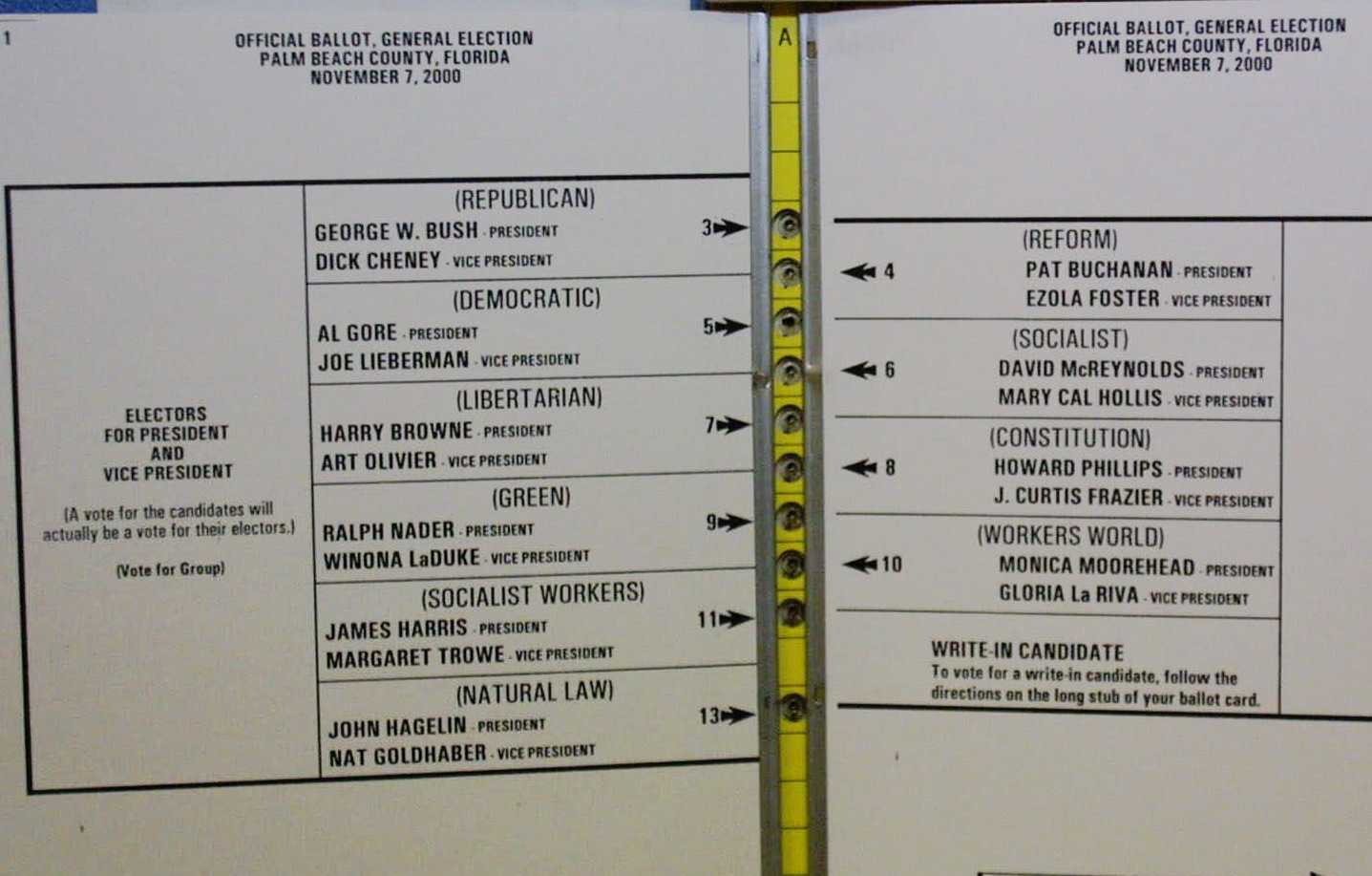
Papereta usada a les eleccions presidencials de l'any 2000, en les quals Al Gore obtingué més vots però George W. Bush fou nomenat president pel col·legi electoral.

Les eleccions presidencials se celebren sempre cada quatre anys el primer dimarts després de l'1 de novembre, per evitar així la coincidència amb la festivitat de Halloween. El president i el vicepresident són elegits conjuntament en el mateix procés electoral i sota una candidatura conjunta. L'elecció és indirecta, ja que qui escull el president i vicepresident és un col·legi electoral els membres del qual són designats d'entre una llista d'electors designats pels diferents partits o candidats i que solen comprometre's per endavant a votar pels candidats del seu partit. El guanyador de les eleccions és el candidat amb almenys 270 vots al col·legi electoral. És possible, tanmateix, que un candidat obtingui un nombre major de vots que els seus oponents (el que es coneix com a popular vote) però perdi la votació al col·legi electoral, és el que va passar a Al Gore a les eleccions enfront de George W. Bush l'any 2000: tot i rebre mig milió de vots més, obtingué menys representants. La Dotzena esmena a la Constitució estableix que el càrrec de vicepresident també és escollit pel col·legi electoral.
Els vots del col·legi electoral són exercits en cada estat per un grup d'electors; cada elector té un vot al col·legi electoral. Avui dia, amb els electors compromesos a votar per un candidat amb anterioritat, aquells electors que voten en contra del que s'havien compromès prèviament s'anomenen faithless electors ("electors deshonestos"). La normativa permet que les lleis pròpies de cada estat regulin com s'atorguen cada un dels vots dels col·legi electoral; en realitat, però, en tots els estats –amb l'excepció de Maine i Nebraska– el candidat que obté més vots és qui aconsegueix tots els representants de l'estat al col·legi electoral. Pel que fa a aquests dos estats, des de 1969 a Maine i des de 1991 a Nebraska, dos vots al col·legi electoral s'atorguen de forma proporcional, i la resta (dos a Maine i tres a Nebraska) se'n van per qui ha obtingut el major nombre de vots.
Els presidents en exercici i els aspirants en general solen buscar amb la nominació del vicepresident un equilibri que els vagi bé entre els diferents sectors. En línies generals, aquest equilibri es pot basar en l'experiència geogràfica, la ideologia del govern o en termes federals. El candidat a vicepresident és conegut popularment com el running mate. Tot i que la candidatura d'un president pot ser derrotada a les eleccions primàries de cadascun dels partits, el cert és que cap president en exercici ha perdut la nominació del seu partit en els darrers anys (tot i que Gerald Ford va estar a punt de perdre-les l'any 1976). L'últim president que va renunciar a un segon mandat fou Lyndon B. Johnson, que després de veure com guanyava per escàs marge en les primeres eleccions primàries del Partit Demòcrata davant d'un candidat pràcticament desconegut decidí renunciar a la cursa presidencial.
El col·legi electoral ha estat criticat a bastament per diverses raons. Una de les principals oposicions al·lega el seu caràcter indirecte, contrari a un sistema directe d'elecció presidencial com el de França. Una altra crítica és que crea desigualtat entre votants d'estats diferents: normalment, només els votants d'aquells estats on es pot tombar la majoria (coneguts com a swing states) determinen el resultat de l'elecció i, per contra, aquells estats on tradicionalment hi guanya un o altre partit (per exemple l'estat de Nova York pels demòcrates o Kentucky pels republicans) solen ser ignorats pels candidats durant les campanyes electorals. Si el col·legi electoral s'abolís i el país es convertís en un únic districte electoral llavors el resultat no dependria dels swing states. Una altra de les crítiques que rep és que crea desigualtat entre ciutadans, ja que les poblacions d'estats molt petits –que tenen un mínim de 3 vots al col·legi electoral– estan sobrerepresentades comparades amb votants d'estats més grans. Per exemple, Wyoming té una població de 563.626 habitants i 3 vots electorals al col·legi, pel que la proporció és de 187.875 persones per cada vot, mentre que Califòrnia té una població de 37.253.956 habitants i 55 vots al col·legi electoral, o sigui 677.344 persones per cada vot electoral al col·legi. Abolir el col·legi i canviar-lo per un sistema de districte únic impediria a un candidat rebre menys vots i guanyar les eleccions, i també permetria que candidats com Ross Perot (que l'any 1992 va obtenir el 18,9% del vot nacional però no va aconseguir representació al col·legi) veiessin representat el vot obtingut. La reforma o abolició del col·legi electoral exigiria una nova esmena constitucional.
Un altre aspecte de les eleccions presidencials és el que es coneix com a efecte Bandwagon o efecte bola de neu. Als Estats Units no existeix la jornada de reflexió i la campanya s'allarga fins i tot fins al moment quan ja es coneixen resultats oficials. De fet, a conseqüència de la diferència horària entre estats, els electors de la costa oest i de Hawaii poden exercir el seu dret coneixent els resultats que els candidats presidencials han obtingut als estats de la costa est. L'efecte bola de neu es produeix quan un candidat aconsegueix una gran majoria a la costa est, la qual cosa fa impossible que pugui perdre les eleccions i, per tant, provoca la desmobilització dels votants de l'altre candidat a la costa oest, els quals s'acaben abstenint, propiciant així que el candidat que ha guanyat a la costa est guanyi a pràcticament tot el país. La darrera vegada que aquest fet es produí fou a les eleccions presidencials de 1984, quan la victòria de Ronald Reagan a quasi tots els estats de la costa est –inclosos estats tradicionalment demòcrates com Nova York o Massachusetts– concluí amb un resultat final amb Reagan guanyador a tots els estats del país a excepció de Washington DC i Minnesota.

#### Eleccions al Congrés
Les eleccions al Congrés segueixen cicles electorals diferents en funció de la cambra. El congrés té dues cambres.

##### Eleccions al Senat
El Senat té 100 senadors que són elegits per un mandat de sis anys. L'estat és la circumscripció electoral i cada circumscripció té dos senadors. El model està dissenyat de tal manera que cada dos anys es renovi un terç del senat. En funció de l'any que hi ha les eleccions, els senadors es divideixen en senadors de classe I, classe II i classe III. El mètode d'elecció és directe i per majoria simple, de manera que el candidat que obté més vots en la circumscripció a la qual es presenta és nomenat senador.

##### Eleccions a la Cambra de Representants
La Cambra de Representants està formada per 435 membres que són elegits per un terme de dos anys. Les eleccions se celebren sempre –de forma bianual– el primer dimarts després de l'1 de novembre. El sistema d'elecció és l'escrutini uninominal majoritari ([first-past-the-post), segons el qual cada candidat es presenta a una de les 435 circumscripcions (que representen un territori). Excepcionalment, en cas de mort o renúncia del titular, es poden realitzar processos electorals especials. En aquesta cambra legislativa també existeix la figura dels delegats, que representen territoris que no formen part de cap estat: la Samoa Nord-americana, Washington DC, Guam, les illes Mariannes Septentrionals, Puerto Rico i les illes Verges, que també s'escullen el mateix dia.
Aquest procés electoral es fa coincidir cada quatre anys amb les eleccions presidencials i les mid-term elections. Habitualment, quan aquestes eleccions coincideixen amb les eleccions presidencials el partit del nou president sol treure millors resultats. D'altra banda, hi ha un patró històric segons el qual el partit del president sol rebre un vot de càstig quan es tracta de les mid-term elections.

### Eleccions estatals

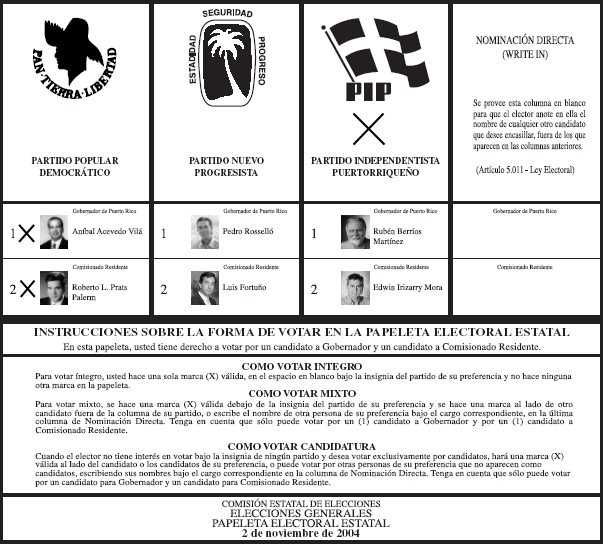
Papereta usada en les eleccions a governador de Puerto Rico l'any 2004

Les constitucions i la normativa electoral estatal, dictada pels òrgans legislatius dels estats, regulen els processos electorals tant a nivell estatal com local. En aquestes eleccions s'escullen alts càrrecs electes de l'administració, de les cambres legislatives i del poder executiu (que recau en la figura del governador). Cadascun d'ells és elegit en processos electorals per separat. Els governadors i el vicegovernadors són elegits en tots els estats, però en funció de cada estat poden ser escollits en una candidatura conjunta o per separat; fins i tot, en alguns estats l'elecció es fa per separat i en diferents cicles electorals. Els governadors dels territoris de la Samoa Nord-americana, Washington DC, Guam, les illes Mariannes Septentrionals, Puerto Rico i les illes Verges també són elegits. La majoria d'aquests processos electorals es fan coincidir amb les eleccions presidencials o les mid-term elections, tot i que alguns estats segueixen els seus propis cicles electorals. En alguns estats, els càrrecs de Fiscal general i Secretari de l'Estat són càrrecs electes. Tots els membres de les cambres legislatives estatals són elegits: en aquest sentit, tots els estats tenen senadors i representants estatals (a excepció de Nebraska, que és unicameral), de manera que només els senadors són elegits per les urnes. En alguns estats, els membres de la Cort Suprema de l'Estat i altres membres del poder judicial també són elegits mitjançant un procés electoral. En aquestes eleccions també es poden votar esmenes a la constitució de l'estat en forma de referèndum.

### Eleccions locals
A nivell local, les circumscripcions solen referir-se als comtats i als municipis, especialment pel que fa al poder legislatiu. El poder executiu i judicial pot variar en funció de l'estat o de la ciutat. Alguns exemples de càrrecs electes inclouen xèrifs a nivell de comtat, alcaldes, regidors, etc. Com a les eleccions estatals, la data del procés electoral és potestat de l'administració estatal, pel que pot coincidir amb les mid-term elections, les eleccions presidencials o poden seguir el mateix cicle electoral.

### Cronograma dels processos electorals
| Tipus                   | Eleccions presidencials                    | No hi ha procés electoral general | Midterm elections | No hi ha procés electoral general | Eleccions presidencials |                                                                                               |                                                                                               |                                                                                               |                                                                                               |                                                                                               |                                                                                               |
| Presidencials           | SÍ                                         | NO                                | NO | NO                                | SÍ |                                                                                               |                                                                                               |                                                                                               |                                                                                               |                                                                                               |                                                                                               |
| Senat                   | 34 senadors de Classe III                  | NO                                | 33 senadors de Classe II | NO                                | 34 senadors de Classe II |                                                                                               |                                                                                               |                                                                                               |                                                                                               |                                                                                               |                                                                                               |
| Cambra de Representants | Tots els 435 diputats                      | NO                                | Tots els 435 diputats | NO                                | Tots els 435 diputats |                                                                                               |                                                                                               |                                                                                               |                                                                                               |                                                                                               |                                                                                               |
| Eleccions a Governador  | DE, IN, MO, MT, NH, NC, ND, UT, VT, WA, WV | NJ, VA                            | AL, AK, AZ, AR, CA, CO, CT, FL, GA, HI, ID, IL, IA, KS, ME, MD, MA, MI, MN, NE, NV, NH[2], NM, NY, OH, OK, OR, PA, RI, SC, SD, TN, TX, VT[2], WI, WY | KY, LA, MS                        | AL, AK, AZ, AR, CA, CO, CT, FL, GA, HI, ID, IL, IA, KS, ME, MD, MA, MI, MN, NE, NV, NH[2], NM, NY, OH, OK, OR, PA, RI, SC, SD, TN, TX, VT[2], WI, WY | Altres eleccions estatals i locals, varien en funció de cada estat, municipi, comunitat, etc. | Altres eleccions estatals i locals, varien en funció de cada estat, municipi, comunitat, etc. | Altres eleccions estatals i locals, varien en funció de cada estat, municipi, comunitat, etc. | Altres eleccions estatals i locals, varien en funció de cada estat, municipi, comunitat, etc. | Altres eleccions estatals i locals, varien en funció de cada estat, municipi, comunitat, etc. | Altres eleccions estatals i locals, varien en funció de cada estat, municipi, comunitat, etc. |

1  No s'inclouen processos electorals especials per defunció o renúncia del càrrec electe.
2  Els governadors de Nou Hampshire i Vermont tenen un mandat de dos anys, els 48 restants de quatre anys.

## Sistema de partits polítics

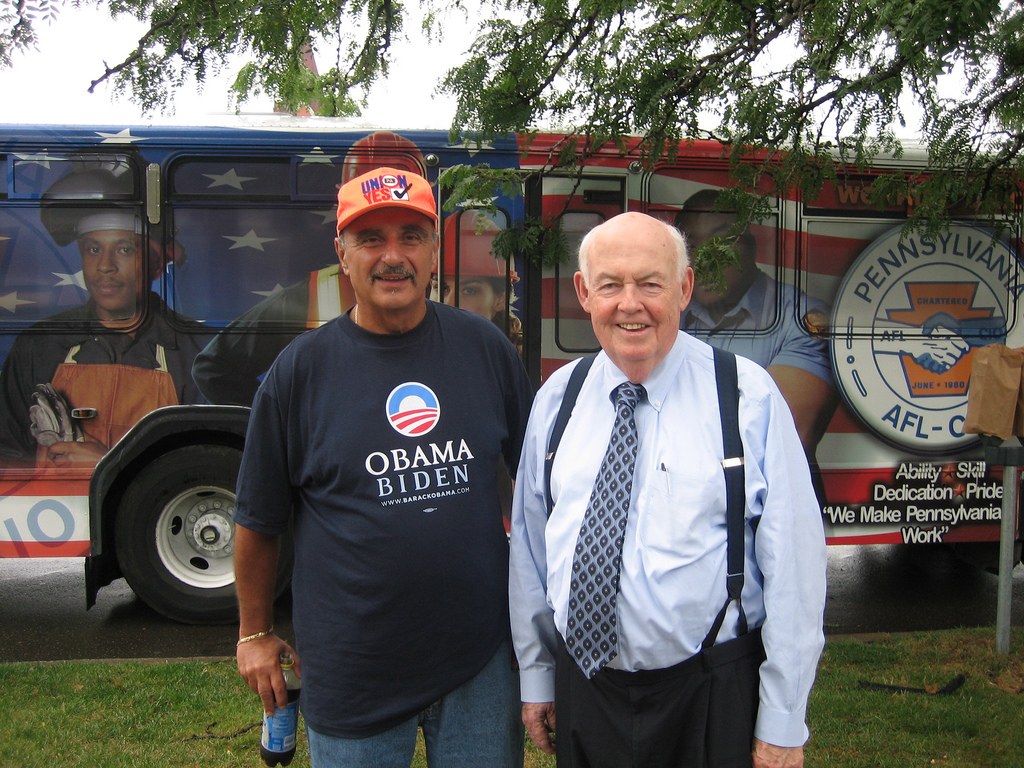
La tasca dels partits polítics estatunidencs en campanya electoral és ser una plataforma pels equips tècnics dels candidats

Els estatunidencs voten per un candidat específic en comptes de seleccionar directament un partit polític en particular. La Constitució dels Estats Units mai no ha regulat formalment els partits polítics. Alguns dels pares fundadors de la nació, com Alexander Hamilton i James Madison, en el moment de redactar la Constitució, preveien les dificultats que podrien provenir de les lluites intestines dels partits polítics, per la qual cosa eren refractaris a la seva creació. A més a més, el primer president dels Estats Units, George Washington, no estava afiliat a cap partit polític en el moment de la seva elecció ni durant tot el seu mandat com a president. Washington, de fet, confiava que els partits polítics no es formarien per por als propis conflictes i a l'estancament polític. No obstant això, el sistema bipartidista s'instaura als Estats Units, en part, com una idea sorgida des del seu cercle immediat d'assessors.
Formalment, qui decideix per a quin partit vol ser candidat és la persona que vol ser escollida candidata. A les eleccions primàries l'organització del partit es manté neutral fins que un candidat ha estat elegit. Cada candidat té la seva pròpia campanya, la seva pròpia recaptació de fons, etc. Les eleccions primàries dels principals partits s'organitzen en funció dels estats i registren l'afiliació partidària i temporal dels votants, per la qual cosa la seva funció és facilitar l'elecció del candidat de forma purament administrativa. Pel que fa a les eleccions principals, la tasca del partit és la d'organitzador de la campanya electoral del candidat, la qual és dissenyada pels seus equips tècnics.

### Candidatures
El que es coneix com a ballot access es refereix als drets que regulen sota quines condicions es pot presentar una candidatura. Cada estat té la seva pròpia regulació. Segons l'article primer, secció 4, de la Constitució dels Estats Units, l'administració ha de regular el temps, lloc, i manera de presentar candidatures, llevat que el Congrés legisli de forma diferent. Depenent del càrrec i de l'estat, existeix la possibilitat que un elector voti a favor d'un candidat el nom del qual no apareix en la papereta, però és extremadament rar que tal candidat acabi guanyant les eleccions.

## Finançament electoral
El finançament de les campanyes electorals sempre ha estat un assumpte controvertit en la política nord-americana. El dret a la llibertat d'expressió que recull la primera esmena de la constitució és un argument que s'esgrimeix contra les restriccions de les contribucions a les campanyes dels candidats. D'altra banda, les al·legacions a la corrupció que sorgeixen de contribucions il·limitades i la necessitat d'una igualtat política són arguments a favor de la limitació econòmica en campanya electoral. Els fons privats són una font essencial de finances, tant d'individus com d'organitzacions. El primer intent de regular les finances de campanya per legislació data del 1867, però la legislació essencial sobre finances de campanya no s'introdueix fins a la dècada dels 70.
Els diners amb què es col·labora a les campanyes es poden classificar en hard money i soft money. El hard money ("diner dur") són diners aportats directament a una campanya, ja sigui per un individu o organització. El soft money ("diner tou") són diners d'un individu o organització amb els quals no es col·labora directament en la campanya, sinó que són destinats a una publicitat específica del candidat o ens altres aspectes que beneficiïn aquell candidat, o bé destinats a grups pròxims al candidat però que legalment no estan coordinats per la campanya oficial.
La Federal Election Campaign Act de 1971 exigeix que els candidats revelin les fonts de les contribucions de campanya i la despesa d'aquesta. La llei fou esmenada l'any 1974 per limitar legalment les contribucions de campanya. Es va prohibir col·laborar en campanyes electorals a les corporacions i als sindicats i es limitaren les donacions individuals a 1.000 $ per campanya electoral, entre altres accions. La llei també establia que els comitès d'acció política (political action committees, PACs) tenien una limitació de 5.000 $. Aquest és el sistema que usen corporacions i sindicats per contrubuir a la campanya, ja que tenen els seus propis PACs. Es calcula que arreu dels Estats Units existeixen vora 4000 PACs.
La llei, però, va acabar als tribunals en el cas Buckley vs Valeo. La majoria de les provisions de la mateixa llei es protegirien, excepte el límit de despeses obligatori imposat que segons el tribunal era anticonstitucional, així com el límit en despeses de campanya derivades de la pròpia fortuna personal del candidat i la provisió que limitava despeses independents per individus i organitzacions que donaven suport però sense estar oficialment connectades amb la campanya. L'efecte de la primera decisió fou permetre a candidats com Ross Perot o Steve Forbes gastar quantitats enormes dels seus propis diners en les seves campanyes. L'efecte de la segona decisió judicial fou permetre la cultura dels soft money per desenvolupar-se.
Una esmena de 1979 a la Federal Election Campaign Act va permetre als partits polítics gastar sense límit en activitats per a registrar votants. Més tard, es va flexibilitzar l'ús del soft money, la qual cosa va potenciar la publicitat específica del candidat.
La Bipartisan Campaign Reform Act de 2002 va prohibir als partits locals i nacionals gastar soft money i als comitès de partit nacionals acceptar-los o gastar-los. La llei va augmentar el límit de contribucions per individu de 1.000 $ fins a 2.000 $ i va prohibir a les corporacions o als sindicats finançar anuncis que esmentin un candidat federal dins d'un període de 60 dies abans d'una elecció general o de 30 dies abans d'unes eleccions primàries. La constitucionalitat de la llei fou posada en dubte novament, però la Cort Suprema dels Estats Units avalà l'adequació a la constitució d'aquesta.
Atès que moltes organitzacions sense ànim de lucre tenen severes restriccions a la participació en activitats polítiques pel codi tributari dels Estats Units, el Servei de Rendes Internes (IRS) ofereix una denominació diferent per a organitzacions sense ànim de lucre que vulguin específicament involucrar-se en accions polítiques. Aquests grups s'anomenen els 527, que és la designació numérica que tenen a l'IRS. La definició d'aquest tipus de grup seria la d'un grup sense ànim de lucre que ajuda a dilucidar sobre qüestions relacionades amb la candidatura d'una persona, o que pot advocar per lleis o reformes. Els 527 també poden ser comitès d'acció política (PACs), encara que aquests estan subjectes a normes més estrictes pel que fa a les donacions.
Modificar les lleis de finançament de les campanyes és un tema molt controvertit. Els reformistes volen canvis a la llei per tal de millorar la competència electoral i la igualtat política, i els opositors a la reforma desitgen veure que el sistema quedi com està o amb menys restriccions a la llibertat de gastar i contribuir a les candidatures amb diners.